# Kanton Bagnoles-de-l'Orne
Kanton Bagnoles-de-l'Orne (francouzsky Canton de Bagnoles-de-l'Orne) je francouzský kanton v departementu Orne v regionu Normandie. Byl vytvořen při reformě kantonů v roce 2014 z 23 obcí. V květnu 2016 sestával z 12 obcí (vzhledem k procesu slučování některých obcí).

## Obce kantonu (v květnu 2016)
- Bagnoles-de-l'Orne-Normandie [p 1]
- Ceaucé
- Juvigny-Val-d'Andaine [p 2]
- Mantilly
- Passais-Villages [p 3]
- Perrou
- Rives-d'Andaine [p 4]
- Saint-Fraimbault
- Saint-Mars-d'Égrenne
- Saint-Roch-sur-Égrenne
- Tessé-Froulay
- Torchamp